# 전설의 마녀
《전설의 마녀》 (영어 : 4 Legendary Witches)는 2014년 10월 25일부터 2015년 3월 8일까지 방영한 문화방송 주말 특별기획 드라마이다.

## 줄거리
저마다 억울하고 아픈 사연을 갖고 교도소에 수감된 네 여자가 공공의 적인 신화그룹을 상대로 유쾌 상쾌 통쾌한 전설(湔雪)에 나서는 이야기

## 제작진

### 연출
- 주성우 : ( MBC 주말 특별기획 드라마 《겨울새》(공동연출), MBC 저녁 일일연속극 《춘자네 경사났네》(공동연출), MBC 2부작 특집 드라마 《된장 군과 낫토 짱의 결혼 전쟁》(연출), MBC 저녁 일일연속극 《황금물고기》(공동연출), MBC 주말 특별기획 드라마 《애정만만세》(연출), MBC 주말 특별기획 드라마 《백년의 유산》(연출) 등 연출 )

### 극본
- 구현숙

## 등장 인물

### 주요 인물
- 한지혜 : 문수인 역 - 신화그룹 며느리이자 신화제과 전 대표

- 하석진 : 남우석 역 (아역 고우림) - 신화그룹 양식부 쉐프, 박이문의 사위

- 고두심 : 심복녀 역 - 한국여자교도소 10번방 방장, 30년 가까이 복역 중인 1급 모범수

- 오현경 : 손풍금 역 - 10번방의 걸어다니는 시한폭탄이자 한국여자교도소의 명물, 벌금형 수형자

- 하연수 : 서미오 역 - 10번방의 막내, 살인미수로 복역중, CF모델

### 서촌 사람들
- 박인환 : 박이문 역 - 전직 한국여자교도소 보안계장, 서촌세탁소 운영

- 이종원 : 탁월한 역 - 신화그룹 '차 여사'의 운전기사

- 이숙 : 배청자 역 - 서촌치킨집 사장

- 이한서 : 남별 역 - 우석의 딸

### 신화그룹
- 박근형 : 마태산 역 - 신화그룹 회장

- 정혜선 : 복단심 역 - 태산의 조강지처, 복녀와는 각별한 사이

- 전인화 : 차앵란 역 - 태산의 첩, 도진의 어머니

- 변정수 : 마주란 역 - 태산과 단심의 장녀

- 이승준 : 박원재 역 - 태산과 단심의 맏사위, 신화그룹 법무팀 고문변호사

- 김윤서 : 마주희 역 - 태산과 단심의 차녀, 신화그룹 기획실장

- 도상우 : 마도진 역 - 신화그룹 차남, 상우와 앵란의 아들

### 그 외 인물
- 고주원 : 마도현 역 (아역 박솔로몬) - 태산과 단심의 장남, 신화제과 사장, 수인의 남편

- 이승형 : 왕 실장 역 - 신화그룹 비서실장

- 홍아름 : 은보경 역 - 마도진의 맞선녀, 삼원유통의 막내 딸

- 권성덕 : 김덕구 역 - 김영옥의 소개팅남, 시장에서 철물점 운영, 사.즐.모(사교댄스를 즐겨하는 모임) 회원, 일명 '보청기 영감'

- 남현주 : 교도관 역

- 권정현 : 간호사 역

- 이종래 : 조문객 역 - 신화그룹의 임원

- 김종호 : 조문객 역 - 신화그룹의 임원

- 장태민 : 청년 역

- 이진목 : 버스기사 역

- 정병호 : 조문객 역 - 신화그룹의 임원

- 이윤상 : 조문객 역 - 신화그룹의 임원

- 서진욱 : 주례사 역

- 박아성 : 김군 역 - 가짜약 판매 센터 직원

- 손세빈 : 마도진의 원나잇 상대녀 역

- 임강헌

- 주부진 : 조문객 역 - 요양원 노인

- 손희순

- 이광세 : 조문객 역 - 요양원 노인

- 김효선 : 박진희 역 - 우석의 부인, 박이문의 딸

- 현숙희 : 가게 주인 역

- 최영인 : 마도현네 가사도우미 역

- 동효희 : 마도현네 가사도우미 역

- 박하경

- 정의순 : 가사도우미 역

- 리민 : 경찰 역

- 홍기준 : 경찰 역

- 이봉규 : 스님 역

- 홍서준 : 신화그룹 고문변호사 역

- 강찬양 : 요양원 직원 역

- 이영실 : 수감자 역

- 김자영 : 수감자 역

- 유금 : 수감자 역

- 강민주 : 신화그룹 안내데스크 직원 역

- 신재도 : 신화그룹 보안요원 역

- 차승연 : 차승연 역 - 이미지 메이킹 스타일리스트

- 강필선

- 오진하 : 신화그룹 직원 역

- 최효현 : 신화그룹 직원 역

- 권기주 : 우체부 역

- 서민경

- 최범호 : 서동국 역 - 서미오의 아버지

- 정동규 : 가석방 심사위원 역

- 장순미 : 수감자 역

- 김미준 : 수감자 역

- 유미란 : 수감자 역

- 오희준 : 신화호텔 양식부 직원 역

- 권오경 : 신화호텔 양식부 직원 역

- 채송화 : 신화호텔 양식부 직원 역

- 김윤태 : 서울지검 금융조사팀 검사 역

- 진영범

- 강민정

- 정은숙 : 시장 상인 역

- 한동환

- 이미윤 : 산부인과 의사 역

- 임지현 : 산부인과 간호사 역

- 정석규 : 물건 납품하는 남자 역

- 유필란

- 정영금 : 집주인 역

- 김어진

- 최명진

- 이준희 : 의사 역

- 오기영

- 한춘일 : 공인중개사 역

- 설지윤 : 노래방 건물주 역 - 손풍금의 지인

- 김해곤

- 강왕수 : 형사 역

- 단강호 : 의사 역

- 서광재 : 판사 역

- 김민채 : 산부인과 의사 역

- 김현정 : 교도소 의무실 간호사 역

- 김동희 : 고시원 총무 역

- 차영옥 : 김장봉사 하는 여자 역

- 최인숙 : 김장봉사 하는 여자 역

- 김진양 : 김장봉사 하는 여자 역

- 장지혜

- 전진기 : 교도소 관리소장 역

- 김효진 : 희망보육원 수녀 역

- 장호준 : 젊은시절 남재섭 역 - 남우석의 아버지

- 정다운

- 박지영 : 응급실 간호사 역

- 김홍수 : 신화제과 청주공장 관계자 역

- 차상미 : 교도관 역

- 현영임 : 시청 관계자 역

- 박지연 : 시청 관계자 역

- 이승학 : 마주란의 불륜남 역 - 아이돌그룹 멤버

- 이장미 : 마도진의 맞선녀 역

- 성인자 : 김 여사 역 - 중매쟁이

- 한그림 : 마도진의 맞선녀 역

- 원종례 : 은보경의 어머니 역 - 삼원유통의 사모님

- 태항호 : 김 사장 역 - 제과점 사장

- 이용녀 : 10번방 새로운 수감자 역

- 차청화 : 10번방 새로운 수감자 역

- 박선주

- 허선행 : 직업소개소 사장 역

- 전일범 : 공인중개사 역

- 손채빈

- 조현진 : 신화그룹 마태산의 비서 역

- 백은경 : 보육원 선생님 역

- 김화영 : 보육원 선생님 역

- 염정구 : 공인중개사 역

- 유지현

- 최혜정

- 윤영목 : 형사 역

- 이예린

- 구연희

- 박주용

- 안수호 : 전당포 사장 역

- 이정훈 : 레시피 공모대전 사회자 역

- 반혜라 : 레시피 공모대전 심사위원 역

- 권홍석 : 레시피 공모대전 심사위원 역

- 이창직 : 레시피 공모대전 심사위원 역

- 강문경 : 빵집 사장 역

- 김상일 : 와플 푸드트럭 사장 역

- 백성일 : 우체국 직원 역

- 한여울 : 마주란의 가게 직원 역

- 윤지희 : 마주란의 가게 직원 역

- 하진우 : 마주란의 가게 매니저 역

- 민윤영

- 최교식 : 방산시장 창업제품 가게 사장 역

- 윤용현 : 동네 깡패 역

- 조경훈 : 동네 깡패 역

- 조희

- 정원태

- 김인호 : 김 대리 역 - 신화호텔 직원

- 유옥주 : 토스트 푸드트럭 손님 역

- 김선녀 : 토스트 푸드트럭 손님 역

- 이중렬 : 단속반 직원 역

- 강석호

- 박미숙 : 카페 사장 역

- 김지수

- 서지연 : 카페 진상 손님 역

- 김시현

- 노유주

- 이윤희 : 손풍금에게 토스트를 영업당한 남자 역

- 민준호 : 토스트 푸드트럭 손님 역

- 조성희 : 토스트 푸드트럭 손님 역

- 최윤빈 : 토스트 푸드트럭 손님 역

- 서호철 : 형사 역

- 맹봉학 : 토스트 푸드트럭 손님 역

- 김재흠 : 토스트 푸드트럭 손님 역

- 천예원 : 은행원 역

- 임화영 : 젊은시절 심복녀 역

- 김원배 : 은보경의 아버지 역

- 이종은 : 토스트 푸드트럭 손님 역

- 구슬 : 별이의 유치원 선생님 역

- 안상태 : 고시원에 사는 고시생 역

- 백영광 : 고시원에 사는 남자 역

- 전헌태 : 은행원 역

- 박규점 : 신화그룹의 임원 역

- 문수종 : 백화점 측 임원 역

- 오순태 : 심부름꾼 역

- 조하석 : 심부름꾼 역

- 박건락 : 형사 역

- 서승원 : 카센터 직원 역

- 고진명 : 카센터 사장 역

- 문경민 : 푸드트럭 주인 역

- 장주연 : 보육원 수녀 역

- 김효진

- 손선근 : 춘천시청 직원 역

- 강하나

- 유재현 : 슈퍼 주인 역

- 구혜령 : 고시원 사장 역

- 임지수 : 마법의빵집 손님 역

- 신선희 : 마법의빵집 손님 역

- 이도윤 : 남우석의 비서 역

- 이채민 : 헤어디자이너 역

- 김추월 : 포장마차 주인 역

- 윤소라

- 염동헌 : 오만복 역 - 상가 사장

- 홍승범 : 팀장 역

- 최승윤 : 팀원 역

- 최민금 : 서촌 부녀회원 역

- 김혜원

- 봉은선 : 서촌 부녀회원 역

- 김선은 : 항공사 사고대책수습본부 직원 역

- 황인청 : 응급실 간호사 역

- 정호

- 조신근

- 김유림

- 황보라

- 박은영 : 포장마차 주인 역

- 박진수 : 응급실 의사 역

- 이승기 : 김원국의 아들 역

- 김정균 : 이강춘 역 - '거북당'에서 제빵보조로 일한 남자

- 김혜란 : 마도진의 비서 역

- 이보라

- 김진선 : 의류매장 매니저 역

- 김학재 : 안경사 역

- 이성주 : 공인중개사 역

- 최아진 : 배청자의 딸 역

- 정강희 : 배청자의 딸에게 행패부리는 남자 역

- 윤지욱 : 배청자의 딸에게 행패부리는 남자 역

- 이성희 : 구청 직원 역

- 김태윤 : 상우 역 - 차앵란의 약혼자, 마도진의 아버지

- 하은진 : 젊은시절 차앵란 역

- 박성균 : 미래은행 은행원 역

- 이미경

- 김태영 : 의사 역 - 화상입은 어린 진우를 치료해준 의사

- 김민서 : 경매사 역

- 홍석빈 : 김 집사 역

- 최홍일 : 마법의빵집과 계약한 원단공장 공장장 역

- 장가현 : 마주란의 지인 역

- 황석정 : 상가 사장 부인 역

- 배기범 : 원단공장에 새로 계약한 빵집의 사장 역

- 박선영

- 김미경

- 김익태 : 거북제과 공장장 역

- 손진환 : 거북제과에 원재료 납품하는 남자 역

- 김민경 : 마도현의 간병인 역

- 손건우 : 광고회사 CF감독 역

- 강지우

- 정현석 : 의사 역

- 이타

- 이정성 : 의사 역

- 박용 : 헬기 조종사 역

- 최익준 : 구급대원 역

- 이종구 : 신화병원 의사 역

- 최현정

- 정치인

- 신신범 : 탁월한의 고향 어르신 역

- 김태랑

- 남정희 : 탁월한의 고향 어르신 역

- 정지순 : 탁대한 역 - 탁월한의 둘째 남동생

- 김지훈 : 탁중한 역 - 탁월한의 셋째 남동생

- 주호 : 탁귀한 역 - 탁월한의 넷째 남동생

- 손화령 : 탁월숙 역 - 탁월한의 막내 여동생

- 김용진 : 탁월숙의 남편 역

- 박선희 : 탁대한의 부인 역

- 이한샘 : 탁중한의 부인 역

- 육미라 : 마도현의 간병인 역

- 윤종원

- 하대로 : CF 관계자 역

- 양승걸 : 형사 역 - 30년 전 화재사건 담당 형사

- 김광인 : 의사 역

- 우상욱 : 형사 역

- 이성호 : 사.즐.모 회원 역

- 김난영 : 빵집 손님 역

- 권영경 : 빵집 손님 역

- 주동희 : 김형권 역 - 변호사

- 정진영 : 서울시청 직원 역

- 제레미 : 칼럼리스트 겸 요리연구가 역

- 이대로 : 강철호 역 - 심복녀 재심사건의 변호사

- 이일섭 : 신화그룹 임시주주총회 진행자 역

- 민정현 : 식당 사장 역

- 민준현 : 마도현의 운전기사 역

- 이경영 : 박상준 재무이사 역

- 박규점

- 김승훈 : 검사 역

- 김일현

- 윤예인 : 고깃집 사장 역

- 윤갑수 : 사진사 역

- 장준호 : 변호사 역

- 주성환 : 형사 역

- 강다솜 : 뉴스 앵커 역

- 김정학 : 검사 역

- 정수인 : 신화그룹 안내데스크 직원 역

- 라윤경 : 인터뷰 하는 리포터 역

- 서보익 : 기자 역

- 강정구 : 기자 역

- 고아침

- 신나라 : 형사 역

- 소희정 : 판사 역

- 권혁수 : 김영옥이 반한 남자 역

- 곽민석 : 검찰청 직원 역

### 아역
- 장이한 : 광택(광땡이) 역 (아역 : 정규현) - 도진과 미오의 아들

- 정승훈

- 최서영

- 홍지윤 : 별이의 같은 반 유치원 친구 역

- 이승우 : 별이의 같은 반 유치원 친구 역

- 백승호 : 푸름 역 - 은보경의 아들

### 특별출연
- 김수미[1] : 김영옥 역 - 복녀의 친구, 현 마법의 빵집 건물주 (3~9회, 15회~40회)
- 김희정 : '시크릿 에셋' 대표의 부인 역 (27~28회, 32회, 35~36회)
- 심형탁 : 젊은시절 마태산 역 (28회, 34~35회)

### 우정출연
- 염경환 : 손풍금의 맞선남 역 (19회)
- 변정민 : 탁월한의 맞선녀 역 (19회)

## 시청률
최저 시청률과 최고 시청률은 시청률 조사회사와 지역별로 시청률에 차이가 있을 수 있습니다.
| 2014년      | 2014년      | 2014년         | 2014년       | 2014년         | 2014년       |
| 회차        | 방송일      | TNmS 시청률    | TNmS 시청률  | AGB 시청률     | AGB 시청률   |
| 회차        | 방송일      | 대한민국(전국) | 서울(수도권) | 대한민국(전국) | 서울(수도권) |
| ----------- | ----------- | -------------- | ------------ | -------------- | ------------ |
| 제1회       | 10월 25일   | 13.4%          | 16.0%        | 14.5%          | 16.6%        |
| 제2회       | 10월 26일   | 12.6%          | 16.1%        | 13.8%          | 16.2%        |
| 제3회       | 11월 1일    | 13.6%          | 16.2%        | 14.0%          | 15.2%        |
| 제4회       | 11월 2일    | 13.5%          | 17.5%        | 15.7%          | 16.7%        |
| 제5회       | 11월 8일    | 14.6%          | 17.4%        | 16.5%          | 17.7%        |
| 제6회       | 11월 9일    | 15.8%          | 20.3%        | 17.5%          | 18.3%        |
| 제7회       | 11월 15일   | 16.4%          | 19.6%        | 19.1%          | 19.8%        |
| 제8회       | 11월 16일   | 16.9%          | 21.2%        | 20.8%          | 22.5%        |
| 제9회       | 11월 22일   | 17.7%          | 21.5%        | 21.3%          | 23.2%        |
| 제10회      | 11월 23일   | 18.2%          | 22.8%        | 22.0%          | 24.6%        |
| 제11회      | 11월 29일   | 19.3%          | 23.2%        | 20.8%          | 21.8%        |
| 제12회      | 11월 30일   | 19.9%          | 23.5%        | 23.0%          | 24.7%        |
| 제13회      | 12월 6일    | 19.4%          | 23.4%        | 21.0%          | 22.8%        |
| 제14회      | 12월 7일    | 19.6%          | 24.2%        | 23.3%          | 25.2%        |
| 제15회      | 12월 13일   | 19.3%          | 23.9%        | 22.4%          | 23.8%        |
| 제16회      | 12월 14일   | 21.7%          | 26.1%        | 24.1%          | 25.9%        |
| 제17회      | 12월 20일   | 24.2%          | 28.2%        | 25.1%          | 26.6%        |
| 제18회      | 12월 21일   | 23.3%          | 28.3%        | 25.6%          | 28.0%        |
| 제19회      | 12월 27일   | 20.9%          | 24.6%        | 25.0%          | 27.2%        |
| 제20회      | 12월 28일   | 22.4%          | 26.8%        | 26.1%          | 28.1%        |
| 2015년      |             |                |              |                |              |
| 제21회      | 1월 3일     | 24.6%          | 29.7%        | 27.2%          | 30.0%        |
| 제22회      | 1월 4일     | 24.2%          | 29.9%        | 26.6%          | 28.8%        |
| 제23회      | 1월 10일    | 25.2%          | 30.2%        | 25.9%          | 27.0%        |
| 제24회      | 1월 11일    | 24.6%          | 30.7%        | 27.0%          | 29.5%        |
| 제25회      | 1월 17일    | 26.1%          | 30.8%        | 28.0%          | 30.9%        |
| 제26회      | 1월 18일    | 25.8%          | 32.2%        | 27.8%          | 31.2%        |
| 제27회      | 1월 24일    | 28.0%          | 35.6%        | 30.3%          | 32.2%        |
| 제28회      | 1월 25일    | 28.0%          | 34.1%        | 30.9%          | 34.0%        |
| 제29회      | 1월 31일    | 27.5%          | 32.2%        | 31.4%          | 34.2%        |
| 제30회      | 2월 1일     | 28.0%          | 34.4%        | 31.4%          | 33.8%        |
| 제31회      | 2월 7일     | 28.0%          | 33.6%        | 28.2%          | 30.3%        |
| 제32회      | 2월 8일     | 27.4%          | 32.6%        | 30.2%          | 32.5%        |
| 제33회      | 2월 14일    | 26.7%          | 31.3%        | 27.9%          | 29.6%        |
| 제34회      | 2월 15일    | 26.2%          | 32.6%        | 28.5%          | 30.4%        |
| 제35회      | 2월 21일    | 25.9%          | 29.6%        | 28.3%          | 29.9%        |
| 제36회      | 2월 22일    | 27.5%          | 32.4%        | 29.5%          | 31.5%        |
| 제37회      | 2월 28일    | 26.3%          | 30.9%        | 28.7%          | 31.2%        |
| 제38회      | 3월 1일     | 26.6%          | 31.0%        | 28.2%          | 30.5%        |
| 제39회      | 3월 7일     | 26.8%          | 32.3%        | 28.8%          | 31.1%        |
| 제40회      | 3월 8일     | 29.0%          | 34.4%        | 30.1%          | 31.8%        |
| 평균 시청률 | 평균 시청률 | 22.4%          | 27.0%        | 24.7%          | 26.6%        |

## OST

### Part.1
| #            | 제목                                   | 작사           | 작곡           | 재생 시간 |
| ------------ | -------------------------------------- | -------------- | -------------- | --------- |
| 1.           | 〈러브스토리 (Original ver.)〉 (한나)  | 최인희, 회장님 | 최인희, 회장님 | 4:11      |
| 2.           | 〈러브스토리 (Original ver.) (inst.)〉 |                | 최인희, 회장님 | 4:11      |
| 총 재생 시간 | 총 재생 시간                           | 총 재생 시간   | 총 재생 시간   | 8:22      |

### Part.2
| #            | 제목                                                                | 작사         | 작곡         | 편곡 | 재생 시간 |
| ------------ | ------------------------------------------------------------------- | ------------ | ------------ | ---- | --------- |
| 1.           | 〈사랑... 겨울에 부르는 애절한 봄의 노래 (Original ver.)〉 (이유림) | 박정원       | 박정원       | 4:09 |           |
| 2.           | 〈사랑... 겨울에 부르는 애절한 봄의 노래 (Original ver.) (inst.)〉  |              | 박정원       | 4:09 |           |
| 총 재생 시간 | 총 재생 시간                                                        | 총 재생 시간 | 총 재생 시간 | 8:18 |           |

### Part.3
| #            | 제목                           | 작사                        | 작곡                | 편곡 | 재생 시간 |
| ------------ | ------------------------------ | --------------------------- | ------------------- | ---- | --------- |
| 1.           | 〈눈꽃 (Snow Flower)〉 (건지)  | 디케이샤인(DK$HINE), 임지성 | 디케이샤인(DK$HINE) | 3:16 |           |
| 2.           | 〈눈꽃 (Snow Flower) (inst.)〉 |                             | 디케이샤인(DK$HINE) | 3:16 |           |
| 총 재생 시간 | 총 재생 시간                   | 총 재생 시간                | 총 재생 시간        | 6:32 |           |

### Bonus Track
| #            | 제목                                                                     | 작사           | 작곡           | 편곡  | 재생 시간 |
| ------------ | ------------------------------------------------------------------------ | -------------- | -------------- | ----- | --------- |
| 1.           | 〈사랑... 겨울에 부르는 애절한 봄의 노래 (Piano ver.)〉 (이유림)         | 박정원         | 박정원         | 4:10  |           |
| 2.           | 〈Love Story (Slow ver.)〉 (한나)                                        | 최인희, 회장님 | 최인희, 회장님 | 4:11  |           |
| 3.           | 〈사랑... 겨울에 부르는 애절한 봄의 노래 (Piano ver.) (inst.)〉 (이유림) |                | 이정원         | 4:10  |           |
| 4.           | 〈Love Story (Slow ver.) (inst.)〉 (한나)                                |                | 최인희, 회장님 | 4:11  |           |
| 총 재생 시간 | 총 재생 시간                                                             | 총 재생 시간   | 총 재생 시간   | 16:42 |           |

### Part.4
| #            | 제목                       | 작사         | 작곡           | 편곡 | 재생 시간 |
| ------------ | -------------------------- | ------------ | -------------- | ---- | --------- |
| 1.           | 〈믿지 않기로 해〉 (초이)  | 한상원       | 한상원, 반형문 | 4:28 |           |
| 2.           | 〈믿지 않기로 해 (inst.)〉 |              | 한상원, 반형문 | 4:28 |           |
| 총 재생 시간 | 총 재생 시간               | 총 재생 시간 | 총 재생 시간   | 8:56 |           |

### 전설의 마녀 OST
| #            | 제목                                                                | 작사                        | 작곡                      | 편곡  | 재생 시간 |
| ------------ | ------------------------------------------------------------------- | --------------------------- | ------------------------- | ----- | --------- |
| 1.           | 〈러브 스토리 (Original ver.)〉 (한나)                              | 최인희, 회장님              | 최인희, 회장님            | 4:11  |           |
| 2.           | 〈사랑... 겨울에 부르는 애절한 봄의 노래 (Original ver.)〉 (피터한) | 박정원                      | 박정원                    | 4:09  |           |
| 3.           | 〈눈꽃 (Snow Flower)〉 (건지)                                       | 디케이샤인(DK$HINE), 임지성 | 디케이샤인(DK$HINE)       | 3:16  |           |
| 4.           | 〈믿지 않기로 해〉 (초이)                                           | 한상원, 반형문              | 한상원, 반형문            | 3:16  |           |
| 5.           | 〈러브스토리 (Slow ver.)〉 (한나)                                   | 최인희, 회장님              | 최인희, 회장님            | 4:11  |           |
| 6.           | 〈사랑... 겨울에 부르는 애절한 봄의 노래 (Piano ver.)〉 (이유림)    | 박정원                      | 박정원                    | 4:10  |           |
| 7.           | 〈러브스토리 (Original ver.) (inst.)〉                              |                             | 최인희, 회장님            | 4:11  |           |
| 8.           | 〈사랑... 겨울에 부르는 애절한 봄의 노래 (Original ver.) (inst.)〉  |                             | 박정원                    | 4:08  |           |
| 9.           | 〈눈꽃 (Snow Flower) (inst.)〉                                      |                             | 디케이샤인(DK$HINE)       | 3:16  |           |
| 10.          | 〈믿지 않기로 해 (inst.)〉                                          |                             | 한상원, 반형문            | 3:13  |           |
| 11.          | 〈Title〉                                                           |                             | 최인희, 리하임(Re:Hayyim) | 3:14  |           |
| 12.          | 〈Witch's Legend〉                                                  |                             |                           | 3:06  |           |
| 13.          | 〈Crossed Destiny〉                                                 |                             | 브랜디                    | 2:33  |           |
| 14.          | 〈Witch's Waltz〉                                                   |                             | 브래디                    | 2:33  |           |
| 15.          | 〈Witch's Song〉                                                    |                             | 최인희, 회장님            | 4:42  |           |
| 16.          | 〈서촌풍경〉                                                        |                             | 장경진                    | 2:27  |           |
| 17.          | 〈Witch's Revenge〉                                                 |                             | 최인희, 리하임(Re:Hayyim) | 2:51  |           |
| 18.          | 〈Witch's Tears〉                                                   |                             | 리하임(Re:Hayyim)         | 2:50  |           |
| 19.          | 〈길〉                                                              |                             | 리하임(Re:Hayyim)         | 3:33  |           |
| 20.          | 〈Witch's Bakery〉                                                  |                             | 리하임(Re:Hayyim)         | 2:27  |           |
| 총 재생 시간 | 총 재생 시간                                                        | 총 재생 시간                | 총 재생 시간              | 68:17 |           |

## 연장
- 2015년 1월 13일 : 전설의 마녀 방영 분량이 36부작에서 4회 연장되어 40부작으로 변경 및 확정되었다.

## 수상
- 2015년 MBC 연기대상 특별기획 부문 여자 최우수연기상 전인화
- 2015년 MBC 연기대상 특별기획 부문 여자 우수연기상 오현경
- 2015년 MBC 연기대상 특별기획 부문 여자 베스트 조연상 김수미

## 참고 사항
- 당초 김혜자가 심복녀 역으로 물망에 올랐으나[4] 해외 봉사활동 일정과 촬영 시기가 겹쳐 최종 고사하였고[5] 이 역할은 고두심이 대신 맡았다.
- 구현숙 작가와 주성우 감독의 전작 <백년의 유산> 캐스팅 제의를 거절하였던 김수미는 주성우 감독과의 인연으로 해당 드라마의 카메오 제의를 수락하였다. 당초 초반 5회, 후반 5회 정도만 출연하기로 계약을 하였으나 시청자들의 성원에 힘입어 마지막회까지 출연하게 되었다.[6] 다만, 마지막회까지 엔딩 크레딧에는 '특별 출연'이라고 표기되었다. 김수미는 해당 드라마에서의 폭발적 인기로 연말 MBC 연기대상에서 특별기획 부문 여자 베스트 조연상을 거머쥘 수 있었다.
- 2014년 11월 23일, 11월 29일, 11월 23일 방영분에서 방송심의에 관한 규정 제46조(광고효과) 제2항을 위반하여 방송통신 위원회로부터 주의 조치를 받았다.[7]

## 동시간대 드라마
- 징비록 (KBS1, 2015년 2월 14일 ~ 2015년 8월 2일)
- 끝없는 사랑 (SBS, 2014년 6월 21일 ~ 2014년 10월 26일)
- 미녀의 탄생 (SBS, 2014년 11월 1일 ~ 2015년 1월 11일)
- 내마음 반짝반짝 (SBS, 2015년 1월 17일 ~ 2015년 4월 12일)